# Alpetragius (cràter)

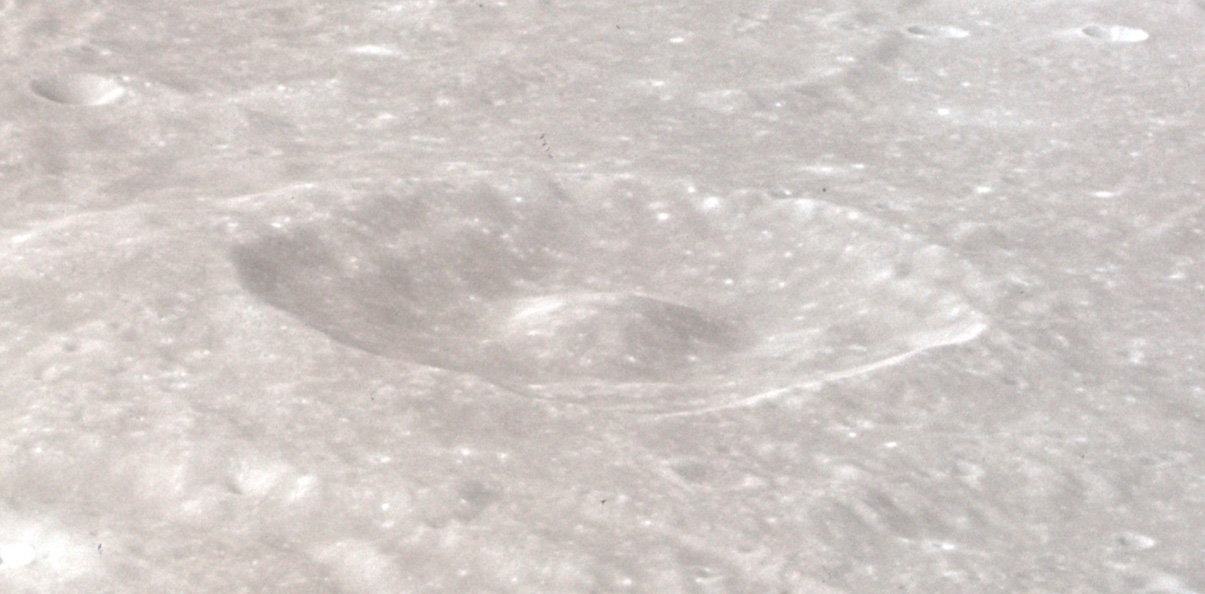
Oblique view from Apollo 12

Alpetragius és un cràter lunar situat a la vora oriental de Mare Nubium, al sud-oest del cràter molt més gran Alphonsus. Al sud-est es troba el destacat cràter Arzachel, i a l'oest es troba l'inundat Lassell. Alpetragius és una llatinització del nom de Nur-ad-Din al-Bitrují, un astrònom andalusí.

## Cràters satèl·lits
Per convenció, aquestes característiques s'identifiquen en els mapes lunars localitzant la lletra en el punt mitjà de la vora del cràter que es troba més proper a Alpetragius.
| Alpetragius | Latitud | Longitud | Diàmetre |
| ----------- | ------- | -------- | -------- |
| B           | 15.1° S | 6.8° W   | 10 km    |
| C           | 13.7° S | 6.1° W   | 2 km     |
| G           | 18.2° S | 6.5° W   | 12 km    |
| H           | 18.0° S | 6.0° W   | 5 km     |
| J           | 18.0° S | 5.7° W   | 4 km     |
| M           | 16.5° S | 3.2° W   | 24 km    |
| N           | 16.7° S | 3.8° W   | 11 km    |
| U           | 17.7° S | 5.1° W   | 14 km    |
| V           | 18.1° S | 5.8° W   | 17 km    |
| W           | 17.9° S | 6.0° W   | 27 km    |
| X           | 15.6° S | 5.7° W   | 32 km    |